# Scoletoma debilis
Scoletoma debilis är en ringmaskart som först beskrevs av Grube 1878.  Scoletoma debilis ingår i släktet Scoletoma och familjen Lumbrineridae. Inga underarter finns listade i Catalogue of Life.